# SKF
SKF, (Svenska Kullagerfabriken AB - Švedska tovarna krogličnih ležajev AB), kasneje AB SKF je švedski proizvajalec ležajev, tesnil, maziv in drugih strojnih izdelkov. Podjetje je bilo ustanovljeno leta 1907, sedež je v Gothenburgu.
Svoje poslovalnice ima v več kot 140 državah po svetu. S svojimi izpostavami skrbi za lokalno gospodarstvo po državah.
Slovensko predstavništvo SKF je v Ljubljani na Ukmarjevi ulici. Tam je trenutno zaposlenih 10 strokovnjakov za ležajno, servisno in senzorično tehniko.

## Zgodovina
Podjetje je bilo ustanovljeno na Švedskem 16. februarja 1907 kot "Aktiebolaget Svenska Kullagerfabriken" iz katerega je nastalo ime SKF. Eden od ustanoviteljev podjetja, Sven Wingquist, je izumitelj dvorednega osno-nihajnega krogličnega ležaja in prvi direktor podjetja. Do začetka prve svetovne vojne je imel SKF predstavništva v večini držav v Evropi in tovarne v ZDA, Veliki Britaniji in na Švedskem. Med obema vojnama je bil SKF prisoten na vseh celinah, z izjemo Antarktike, s skupno 40.000 zaposlenimi. V naših krajih je SKF odprl predstavništvo leta 1922 v Beogradu za področje bivše Kraljevine Jugoslavije. Med drugo svetovno vojno se je SKF širil po državah, ki niso bile vpletene v vojno, po vojni pa so bile nekatere tovarne SKF podržavljene.  
Leta 1948 se je začela proizvodnja v tovarni v Schweinfurtu. Leta 1953 je v 77 letu starosti umrl Sven Wingquist. V tem obdobju je SKF tudi priključil kar nekaj tovarn pod svoje okrilje. Z širitvijo izbora in potreb po večjih količinah na trgu, je SKF v sledečem desetletju povečal svojo proizvodno zmogljivost. Tako je bila leta 1971 v Sarajevu odprta nova tovarna. Do konca tisočletja je SKF nadgradil svojo logistično in podporno mrežo to te mere, da ima v skoraj vsaki državi na svetu svoje predstavništvo. 
Dandanes ima SKF preko 40.000 zaposlenih po vsem svetu od proizvodnje do razvoje in prodaje. V njihovem naboru je mogoče najti vse od ležaja in ležajnih ohišji do maziv, tesnil in izdelkov za prenos moči ter sistemov nadzora strojnih elementov. Ker je SKF okoljsko zavedno podjetje ponuja tudi obnovo produktov (ležaji, vretena, ipd.). S to strategijo želi SKF zmanjšati ogljične izpuste in skrbeti za naravne vire.